# Saint-Cirq (Tarn-et-Garonne)
Saint-Cirq (okzitanisch: Sent Circ) ist eine französische Gemeinde mit 569 Einwohnern (Stand: 1. Januar 2022) im Département Tarn-et-Garonne in der Region Okzitanien. Saint-Cirq gehört zum Arrondissement Montauban und zum Kanton Quercy-Rouergue (bis 2015: Kanton Caussade). Die Einwohner werden Saint-Ciriens genannt.

## Geographie
Saint-Cirq liegt etwa 24 Kilometer nordöstlich vom Montauban im Quercy. Umgeben wird Saint-Cirq von den Nachbargemeinden Septfonds im Norden, Saint-Antonin-Noble-Val im Osten, Montricoux im Süden, Caussade im Westen sowie Monteils im Nordwesten.

## Bevölkerungsentwicklung
| 1962                      | 1968 | 1975 | 1982 | 1990 | 1999 | 2006 | 2013 |
| ------------------------- | ---- | ---- | ---- | ---- | ---- | ---- | ---- |
| 282                       | 301  | 272  | 284  | 331  | 379  | 408  | 524  |
| Quelle: Cassini und INSEE |      |      |      |      |      |      |      |

## Sehenswürdigkeiten
- Kirche Saint-Benoît aus dem 17. Jahrhundert